# Ihor Tancjura
Ihor Ivanovyč Tancjura (in ucraino Ігор Іванович Танцюра?; oblast' di Černihiv, 26 aprile 1967) è un generale ucraino, comandante delle Forze di difesa territoriale dell'Ucraina fino al 9 ottobre 2023 ed attuale capo di stato maggiore delle Forze terrestri ucraine.

## Biografia
Dal 2003 al 2005 è stato comandante della 1ª Brigata corazzata "Severia" delle Forze terrestri ucraine. Il 24 agosto 2013 viene promosso e assegnato a capo del 169º Centro di addestramento terrestre delle Forze armate ucraine. Dopo aver ricoperto diversi ruoli dirigenziali nello stato maggiore dell'esercito ucraino, il 15 maggio 2022 è stato nominato comandante delle Forze di difesa territoriale.